# Boana caiapo
Boana caiapo es una especie de anfibios de la familia Hylidae. Es endémica de Brasil.